# Agostina Chiesa
Paula Agostina Chiesa (Resistencia, Provincia de Chaco; 28 de enero de 1989) es una jugadora argentina de fútbol sala que se desempeña como ala-pívot en el CD Leganés. Integra la Selección femenina de fútbol sala de Argentina.

## Trayectoria profesional

### Carrera nacional
Agostina inició sus pasos en el Club Atlético Chaco For Ever a los 14 años. Cuando terminó sus estudios secundarios, se mudó a Buenos Aires para iniciar su carrera en el fútbol femenino del River Plate, donde se consagró campeona en el torneo femenino Clausura 2009 y Clausura 2010.
En fútbol de campo, participó del Campeonato Sudamericano Femenino Sub-20 de 2008 en Porto Alegre, Brasil, en el cual la Selección Argentina llegó a la final, clasificando al mundial de esa misma categoría.
A fines de 2010, desembarcó en el Racing Club para practicar fútbol sala. Allí logró dos títulos: Supercopa 2017 y Torneo Apertura 2017, correspondientes a la Asociación del fútbol argentino. En ese mismo año, participó de la gira europea que realizó el Racing Club, jugando algunos amistosos con el Atlético de Madrid fútbol sala femenino y el torneo Copa de las naciones en Aveiro, Portugal.
También fue convocada por el Racing Club para jugar algunos amistosos en 2014, 2015 y 2016 contra el equipo Celemaster (Uruguayana, Brasil).

### Carrera internacional
En el exterior, se desempeñó en varios clubes italianos. En 2010-2011, el club TSC Preci Serie A del fútbol sala italiano anunció su llegada para jugar esa temporada. Luego, en 2015, arribó al club italiano Lazio C5 Femenina; allí completó la temporada. En 2016, se mudó en las cercanías de Roma para jugar en el Bellator Ferentum de la serie A italiana.
Ya a principios de 2019, el Olimpus Roma anunció su contratación para jugar media temporada. Luego pasó a Pura Bio Cosmetics Noci en 2020, club ubicado en la ciudad de Noci, Provincia de Bari. En 2020, se mudó a la región de Galicia, España para jugar en el Poio Pescamar FS, donde permaneció tres años, en la temporada 2023-24 ficha por el CD Leganés.

## Selección nacional de fútbol sala

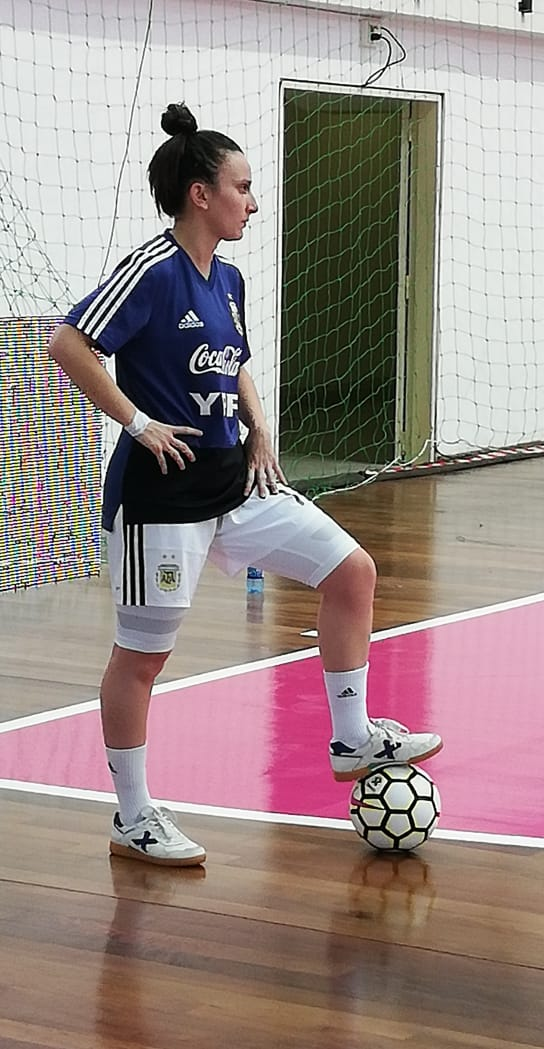
Agostina Chiesa en la Copa América Femenina de Futsal 2019.

Debutó en la selección Argentina femenina de futsal en 2012 en unos amistosos contra la selección femenina de fútbol sala Brasil. En 2017, disputó el Sudamericano femenino de Futsal en Las Piedras, Uruguay, obteniendo el 3.er puesto, convirtiendo un tanto en ese partido. En 2018, fue convocada por el director técnico de la selección, Nicolás Noriega, para los juegos Suramericanos, en Cochabamba, Bolivia, consiguiendo el cuarto puesto. En 2019, fue convocada para algunos partidos amistosos contra el equipo Celemaster de Brasil, antes de disputar la Copa América a finales de 2019. 
Participa en la Copa América de 2019 y 2023 en las cuales obtiene la medalla de plata en ambas ocasiones.

## Clubes
| Temporada | Club                                                   | País      |
| --------- | ------------------------------------------------------ | --------- |
| 2007-2010 | River Plate (fútbol 11)                                | Argentina |
| 2010      | TSC Perci (fútbol sala)                                | Italia    |
| 2011-2015 | Racing Club (fútbol sala)                              | Argentina |
| 2016      | Bellator Ferentum (fútbol sala)                        | Italia    |
| 2017-2018 | Racing Club (fútbol sala)                              | Argentina |
| 2019      | Olimpus Roma (fútbol sala) Pura Bio Noci (fútbol sala) | Italia    |
| 2020      | Poio Pescamar FS (fútbol sala)                         | España    |

## Palmarés y distinciones
- Copa América Femenina de Futsal

 2019
 2023
 2025
- Copa Libertadores:

 2024
- Subcampeona de Copa de la Reina de fútbol sala 2020

- Reconocimiento de la municipalidad de Resistencia (2010)

- Subcampeona sudamericana con la selección argentina de futbol femenino sub-20 (2008)